# Maximiliano Asís
César Maximiliano Asís (n. San Miguel de Tucumán, Tucumán, Argentina; 27 de mayo de 1987) es un futbolista argentino.

## Trayectoria
En menores jugó en clubes como Tucumán Central, CEF 18, Atalaya de Córdoba. Surgió de las inferiores de Boca Juniors, donde fue campeón juvenil en el 2005. El 2007 fue al Emelec de Ecuador, donde jugó Copa Libertadores. Posteriormente fue a Portugal, entrena en FC Porto, y es prestado al Portimonense. El 2010 entrenó en el club All Boys de Argentina. El 2011 y 2012 juega en el FC Inter Turku de la primera división de Finlandia, con este club jugó Europa League. Posteriormente regresa a Argentina, en 2013 juega en San Lorenzo de Alem, y en 2014 en Los Rengos FC.